# Jean Benner
Jean Benner   (Mülhausen, 28 de març de 1836 - París, 28 d'octubre de 1906) va ser un artista francès. Va ser bessó d'un altre artista, Emmanuel Benner, i el pare d’Emmanuel M. Benner, un altre artista.

## Primers anys de vida

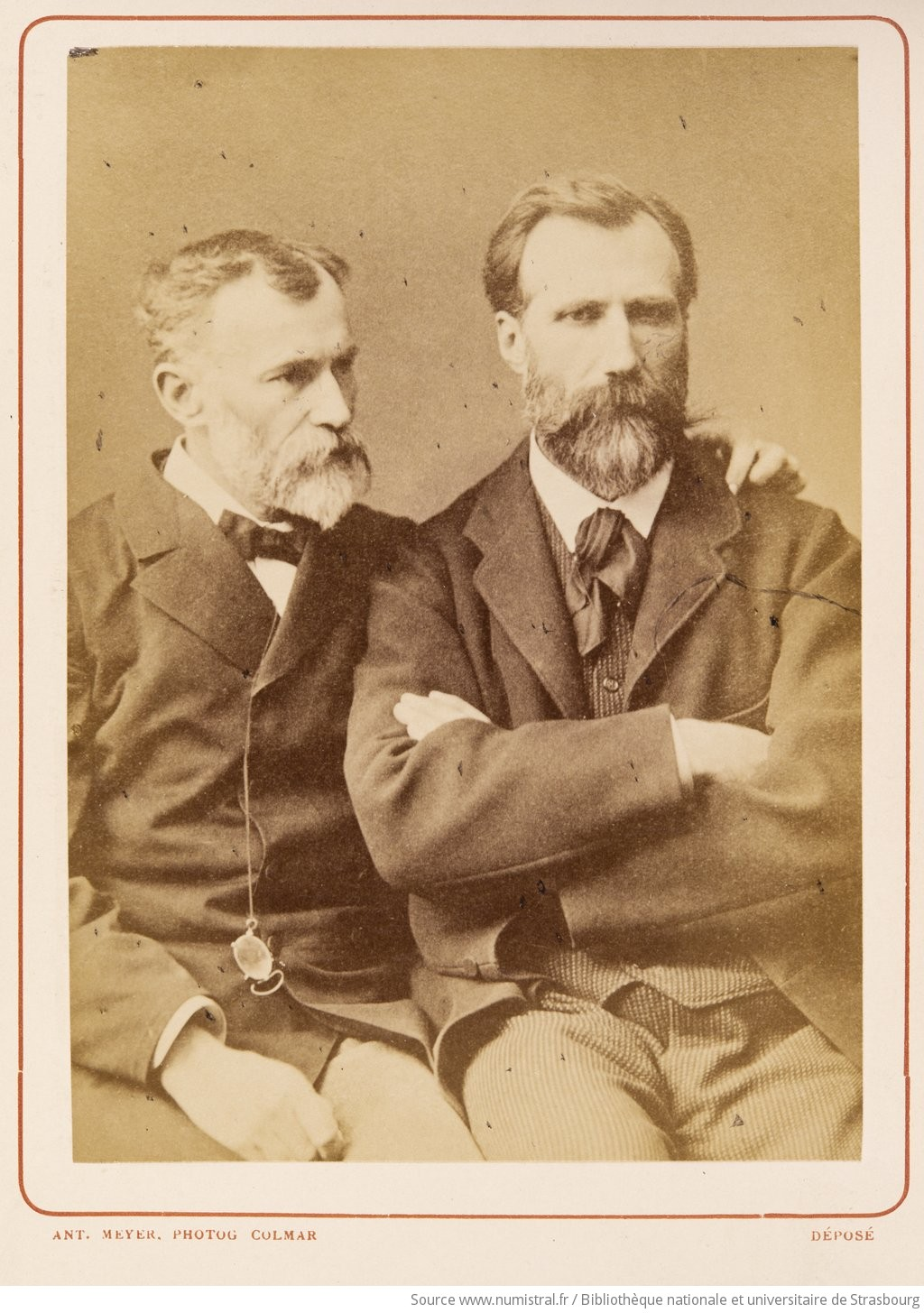
Emmanuel i Jean Benner, 1883, Biblioteca Nacional i Universitària d'Estrasburg

Els bessons Jean i Emmanuel Benner van néixer el març de 1836 a Mulhouse, Alsàcia, França, fills de Jean Benner-Fries.

## Carrera
Els germans Benner van ser els primers dissenyadors dels molins i fàbriques de Mulhouse. Als 30 anys, Jean va poder estudiar art amb Léon Bonnat, Eck i Jean-Jacques Henner i va exposar al Saló de París el 1868. El 1881 hi va guanyar la seva primera medalla per aquest quadre Le Repos.
Va pintar bodegons, retrats i pintures de gènere, com ara After a Storm at Capri (1872), Trappist in Prayer (1875), Petite Falle de Capri, Flowers and Fruits (1868), i Reverie.
També va pintar a l'illa de Capri, que era una colònia d'artistes en aquell moment, entre els seus residents hi havia Frederic Leighton, Walter McLaren, John Singer Sargent, Edouard Alexandre Sain i Sophie Gengembre Anderson.

## Obres
- Una casa a Capri, 1881, Museu de Belles Arts, Pau
- Dones de Capri, 1882, Museu de Belles Arts de Mulhouse. Notable per la seva mida heroica, força inusual per a una pintura de gènere: 270|cm per 171|cm .
- Briseis plorant sobre el cos de Patrocle, 1878, castell-musee, Nemours
- Èxtasi, c. 1896, Museu d'Art Modern i Contemporani d'Estrasburg
- Noia a Capri, 1906, Museu de Belles Arts de Nantes
- Hollyhocks, Musée d'art et d'archéologie, Senlis
- Les Pêcheurs, Musée d'art moderne André Malraux, Le Havre
- Retrat de Jean-Jacques Henner, 1899, Museu de Belles Arts, Mulhouse
- Retrat d'Emmanuel Benner, Museu de Belles Arts de Nantes
- Salomé, Museu de Belles Arts de Nantes
- A França, sempre, Museu de Belles Arts, Mulhouse

## Galeria

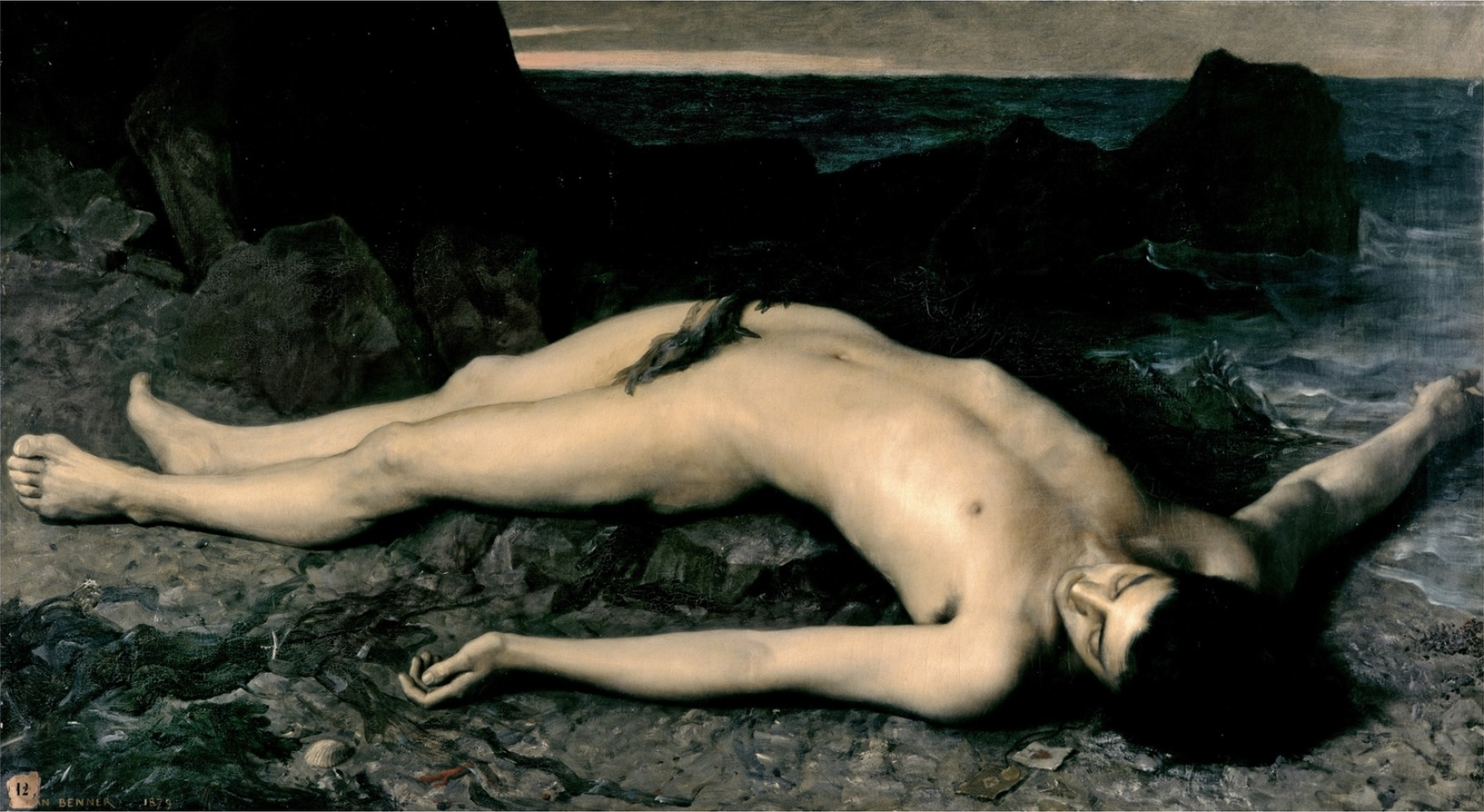
The Wreck, o The Italian, 1879, Musée Petit de Limoux
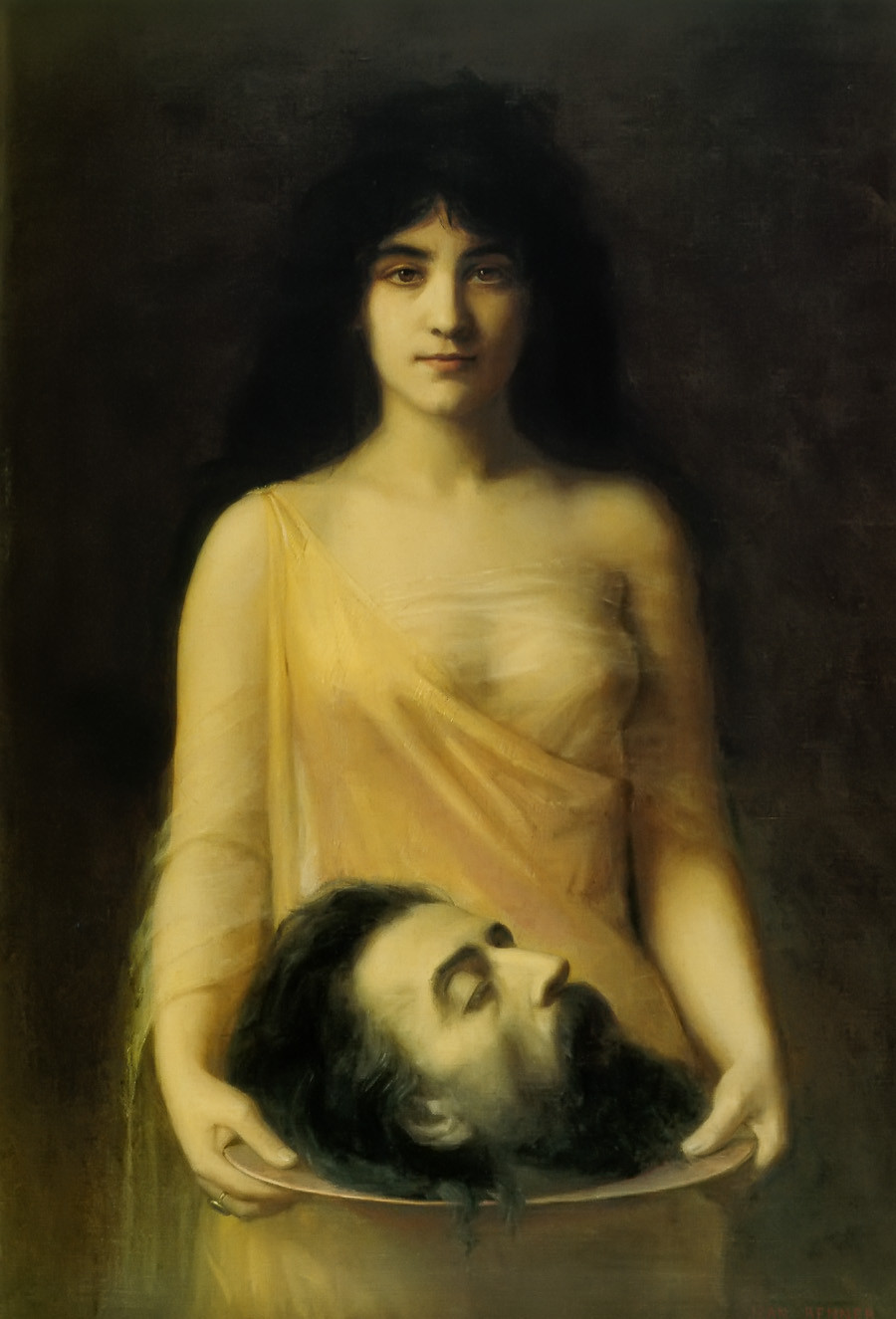
Salomé, ca. 1899, Museu de Belles Arts de Nantes
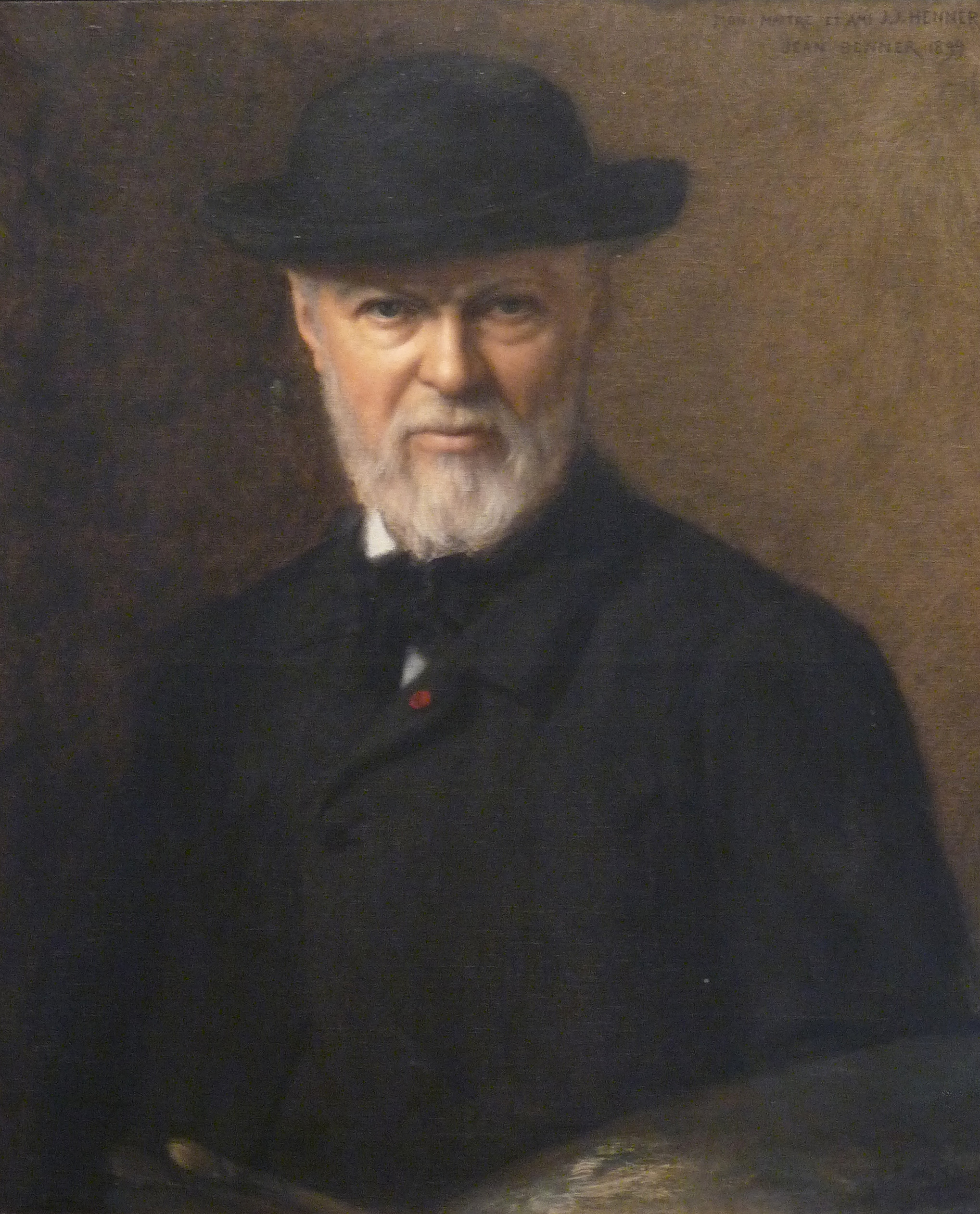
Retrat de Jean-Jacques Henner, 1899
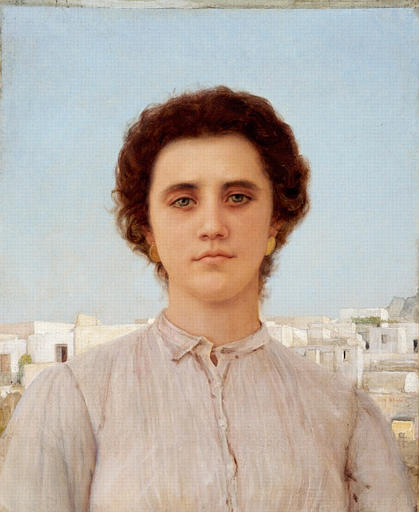
Nena a Capri, 1906, Museu de Belles Arts de Nantes
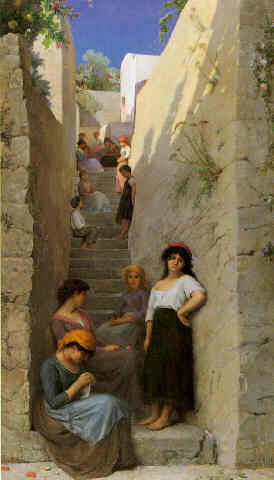
Un racó fosc a Capri
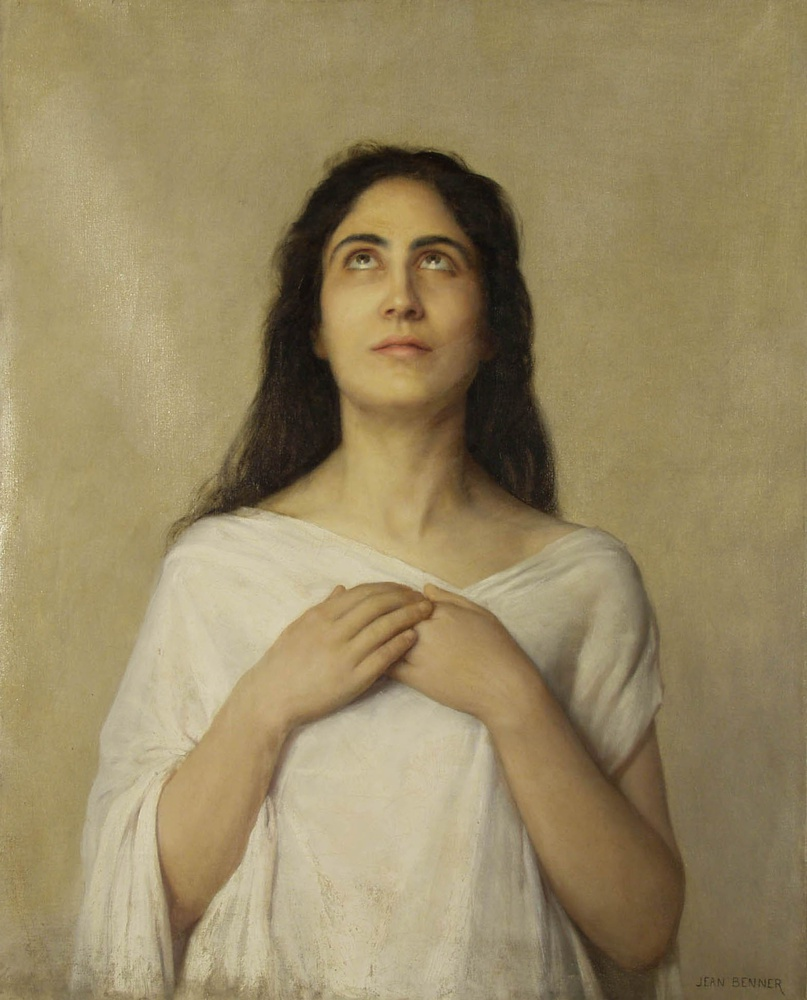
Ecstasy, Museu d'Art Modern i Contemporani d'Estrasburg
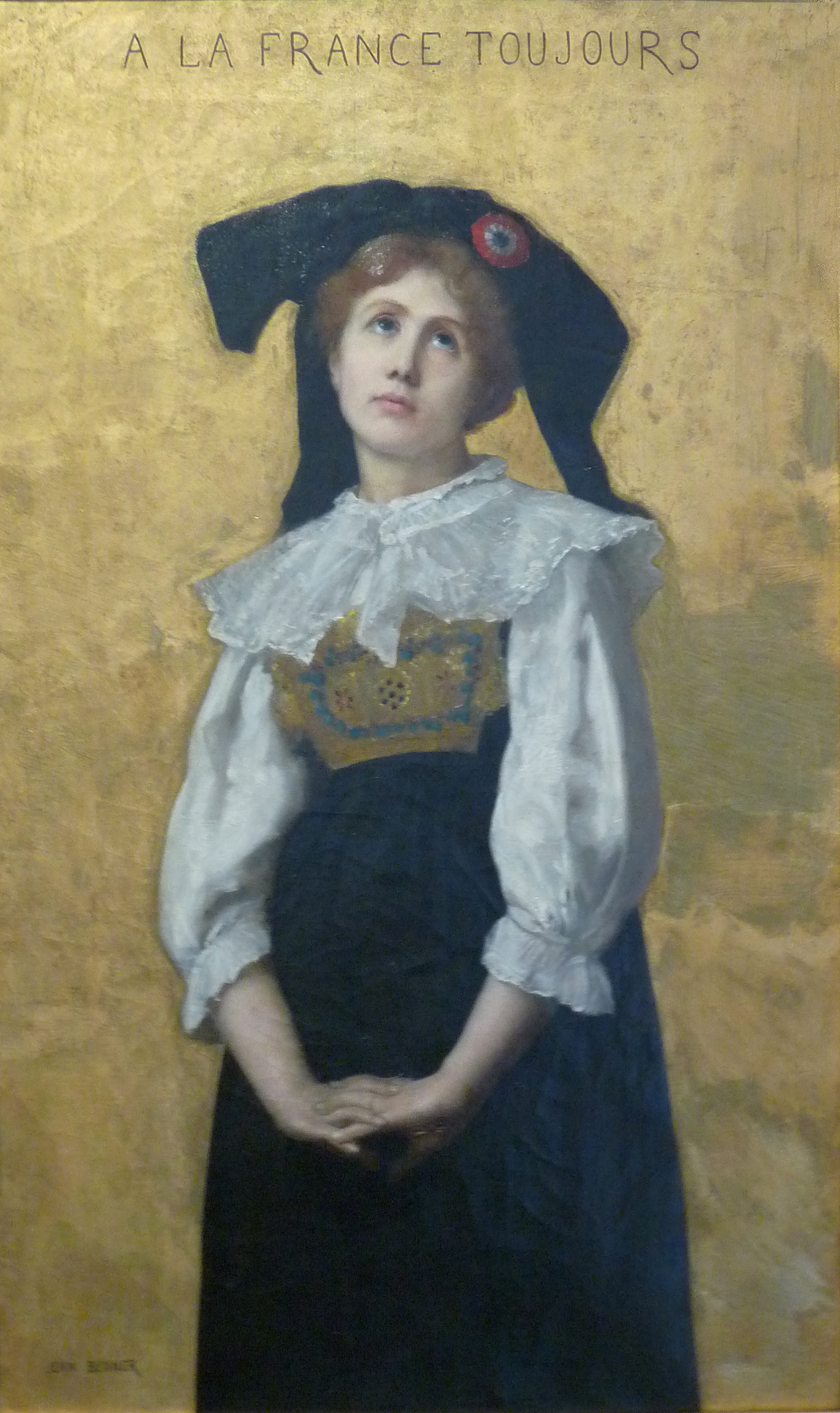
A França, sempre
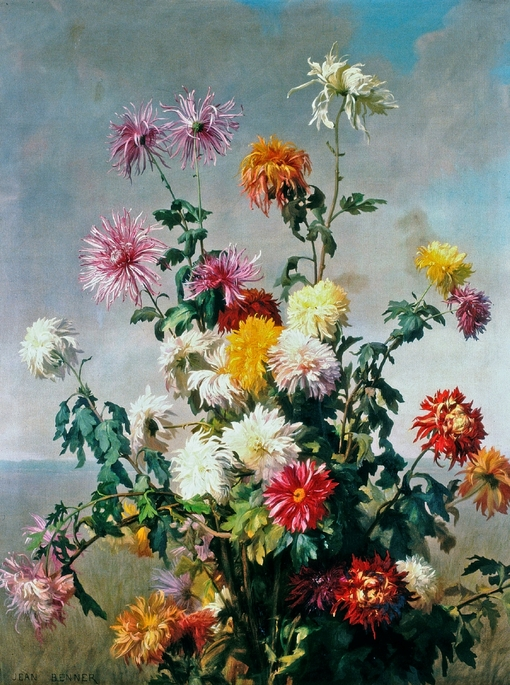
Estudi de les flors, oli sobre tela, Laing Art Gallery
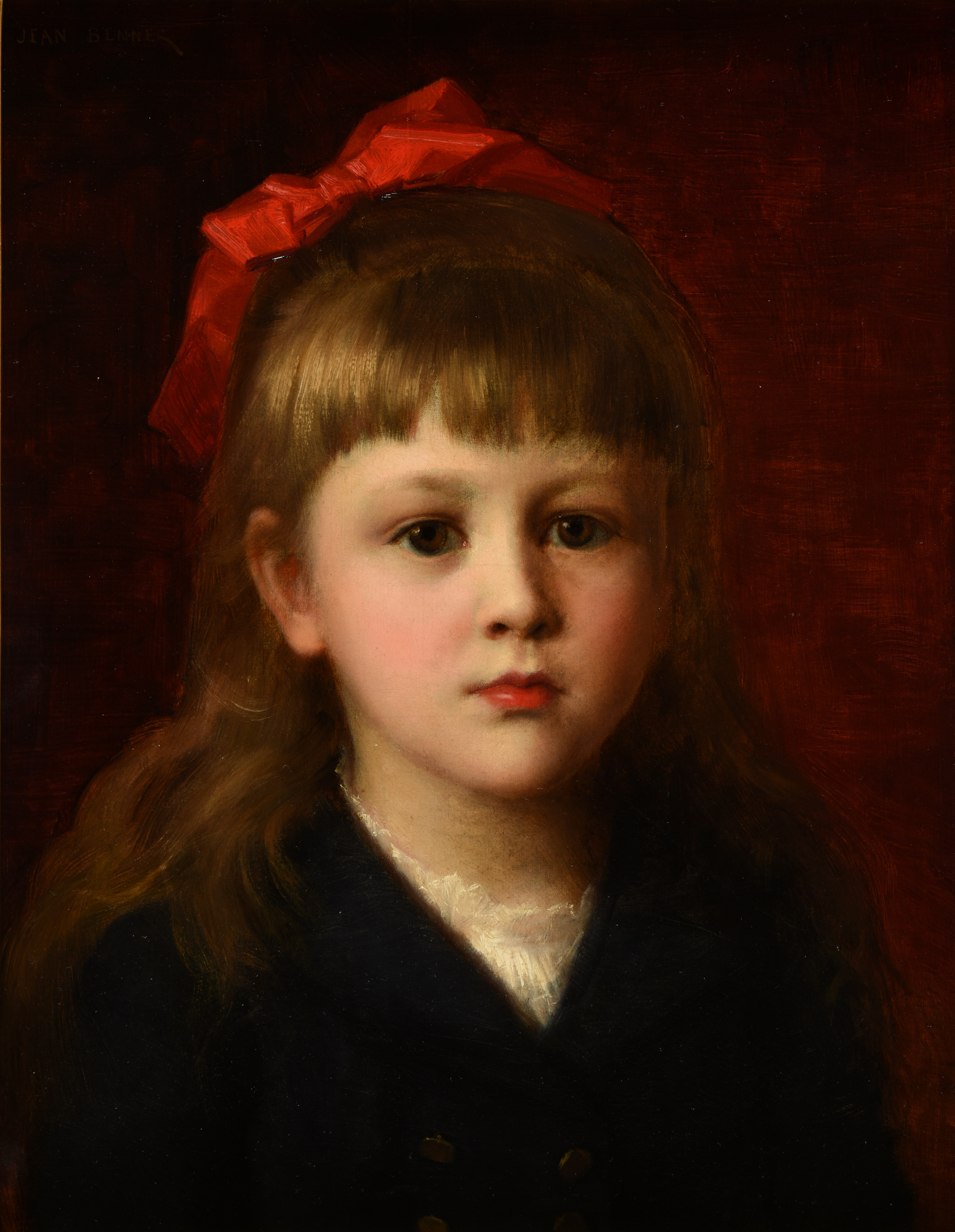
Nineta, Museu de Belles Arts, Reims